# Массовое отравление метанолом в Иркутске
Массовое отравление метанолом в Иркутске произошло 17—26 декабря 2016 года. В результате отравления в общей сложности пострадало 123 человека, 76 из них скончались. В период до 9 января 2017 года в медучреждениях Иркутска от отравлений алкогольными суррогатами умерло ещё 2 человека, но судмедэкспертиза не подтвердила употребления ими метанола. По количеству жертв это отравление стало самым крупным на постсоветском пространстве. Событие вызвало широкий резонанс по всей стране.

## Хронология
С 17 декабря в больницы Иркутска стали обращаться первые отравившиеся спиртосодержащей жидкостью — концентратом для принятия ванн «Боярышник». На этикетке суррогата было указано, что употребление его внутрь опасно, однако в маргинальной среде содержащую 93 % этилового спирта жидкость использовали как дешёвый заменитель алкогольных напитков. Выяснилось, что в районе Ново-Ленино, где и были зарегистрированы все случаи отравления, кроме одного, была распродана партия, для изготовления которой был использован метиловый спирт. В течение 18 и 19 декабря в больницы продолжали поступать пациенты с отравлением метиловым спиртом. Днём 19 декабря сотрудники МВД сообщили об обнаружении в садоводстве имени 6-й Пятилетки в пригороде Иркутска подпольного цеха по розливу спиртосодержащей жидкости под видом произведённой в Санкт-Петербурге, а на следующий день был обнаружен цех в Шелехове.
Судебно-медицинская экспертиза подтвердила, что смерть 76 человек наступила в результате отравления метанолом.

## Последствия
По факту случившегося возбуждено уголовное дело по части 3 статьи 238 УК РФ («Производство, хранение, сбыт товаров и продукции, не отвечающих требованиям безопасности, повлекшие по неосторожности смерть двух и более лиц»). По состоянию на 11 января 2017 года обвинения были предъявлены 22 задержанным по этому делу. Восемь из них находились под стражей, остальные были отпущены под домашний арест или подписку о невыезде. Ранее сообщалось, что среди задержанных один — предполагаемый поставщик суррогата (остальные — в основном, продавцы). По подозрению в халатности был задержан начальник отдела участковых уполномоченных полиции и по делам несовершеннолетних отдела полиции № 4 УМВД России по городу Иркутску Денис Черемисин. В отношении него было возбуждено уголовное дело по части 3 статьи 293 УК РФ. Аналогичные уголовные дела были возбуждены в отношении замминистра имущественных отношений Иркутской области Евгении Нефёдовой и заместителя руководителя регионального управления Роспотребнадзора Михаила Лужнова. По решению суда все трое были отстранены от занимаемых должностей.
19 декабря 2016 года в Иркутске был введён режим чрезвычайной ситуации (ЧС), в связи с этим был введён запрет на продажу непищевых спиртосодержащих жидкостей.
20 декабря в Иркутской области был объявлен днём траура.
Родственникам погибших выплачена компенсация — 13 325 рублей на организацию похорон.
В июне 2017 года в отношении замминистра имущественных отношений Иркутской области Евгении Нефедовой обвинения были сняты, она вернулась к занимаемой должности.
В 2018 года были вынесены приговоры сбытчикам «Боярышника». Руслан Юсибов получил 2 года 7 месяцев колонии со штрафом в 200 тысяч рублей за реализацию продукции, не отвечающей требованиям безопасности. Его сообщник Афиг Аббасов получил 2,5 года лишения свободы в исправительной колонии общего режима со штрафом в размере 200 тысяч рублей.
Среди других обвиняемых пять выходцев из Азербайджана — Сулейман Рустамов, Рахман Мехдиев, Сеймур Алиев, Анар Бабаев, Заур Абилов и две жительницы Иркутской области Юлия Мелентьева и Светлана Красноярова.  По девять лет лишения свободы получили таксист Сулейман Рустамов и бизнесмен Рахман Мехдиев; 8,5 года — продавщица Юлия Мелентьева; восемь лет — Сеймур Алиев; по 7,5 года — Заур Абилов и Светлана Красноярова; семь лет — Анар Бабаев. Согласно материалам дела, в декабре 2016 года Рахман Мехдиев купил у Сулеймана Рустамова ядовитый метиловый спирт, разлил его в 870 бутылок с этикеткой «Боярышник» по 250 миллилитров и отдал на продажу в свой павильон Юлии Мелентьевой. Она продала почти все бутылки в период с 13 по 17 декабря. В результате употребления этой жидкости в Иркутске умер 61 человек.. 
4 года колонии получила владелица одного из торговых павильонов в Иркутске, в котором сбывали спиртосодержащую жидкость для ванн «Боярышник», продавец этого павильона — 3 года заключения. После употребления «Боярышника», купленного в этой торговой точке, скончалось восемь человек.
25 августа 2020 года были осуждены еще 7 человек, признанных виновными в производстве, хранении и сбыте опасной спиртосодержащей жидкости. В рамках уголовного дела они были приговорены к лишению свободы в колонии общего режима от 7 до 9 лет.

## Происхождение суррогата
По данным прокуратуры Иркутской области, метанол, из которого была изготовлена вызвавшая отравления жидкость для ванн «Боярышник», был куплен её изготовителями у сотрудника предприятия, осуществлявшего незаконное производство стеклоомывающей жидкости. 31 января 2018 года организатор производства этой жидкости был осуждён по ч. 1 ст. 234 УК РФ (незаконный оборот ядовитых веществ в целях сбыта) и ч. 1 ст. 238 УК РФ (производство, хранение и сбыт товаров, не отвечающих требованиям безопасности жизни и здоровья потребителей) и приговорён к штрафу в размере 250 тысяч рублей и ограничению на определённые виды деятельности.

## Отражение в культуре
- Певец Вася Обломов посвятил этому событию песню «Боярышник».

## Комментарии
1. ↑  не путать с настойкой боярышника, предназначенной для медицинских целей
2. ↑  Стеклоомывающие жидкости на основе метанола запрещены в России с 2000 года из-за «низкой культуры быта определенных слоев населения», приводящей к отравлениям при употреблении этих жидкостей внутрь. При нелегальном производстве метанол используется под видом «технического спирта» и не имеет соответствующей маркировки[28].

## Статьи
- Полина Еременко. Русский антидот: история 78 людей, умерших от отравления «Боярышником» // Сноб, 01.03.17
- Отравление «Боярышником»: хронология. irk.ru (19 декабря 2016). Дата обращения: 24 декабря 2016.
- Отравление метанолом в Иркутске: главное за неделю. irk.ru (24 декабря 2016). Дата обращения: 24 декабря 2016.
- Зобнин Ю. В. и др. Массовое отравление метиловым спиртом в Иркутске в декабре 2016 года // Сибирский медицинский журнал (Иркутск) : журнал. — 2017. — № 3. — С. 29—36. — ISSN 1815-7572.
- Казун А. Д., Казун А. П. Когда беда приходит не одна: освещение трех трагедий в российских СМИ // Мониторинг общественного мнения : Экономические и социальные перемены : журнал. — 2017. — № 3. — С. 128—146. — ISSN 1815-8617. — doi:10.14515/monitoring.2017.3.09.
- Подборка новостей по теме от ИА «Телеинформ» (Иркутск)